# Fijngevlekte eikensteltmot
De fijngevlekte eikensteltmot (Povolnya leucapennella) is een vlinder uit de familie mineermotten (Gracillariidae). De wetenschappelijke naam is voor het eerst geldig gepubliceerd in 1835 door Stephens.
De soort komt voor in Europa.